# Chennai Super Kings
A Chennai Super Kings (röviden: CSK, tamil nyelven: ರசென்னை சூப்பர் கிங்ஸ், a név jelentése: csennai szuperkirályok) a legnagyobb indiai Húsz20-as krikettbajnokság, az Indian Premier League egyik résztvevő csapata. Otthona Tamilnádu állam fővárosa, Csennai, hazai pályája az M. A. Csidambaram Stadion. Címerük egy nagy, narancssárga, balra néző, üvöltő oroszlánfejet ábrázol, valamint egy kék Chennai Super Kings feliratot. A rendszerint sárga mezben pályára lépő CSK az IPL egyik legsikeresebb és legnépszerűbb csapata.

## Története
Az Indian Premier League 2008-ban kezdődött, és annak érdekében, hogy létrejöjjenek a részt vevő csapatok, az év elején árverést tartottak. Ezen az árverésen a Chennai Super Kings 3,6 milliárd rúpiáért került az India Cements tulajdonába (amelynek az elnöke egyébként az a Nárájanaszvámi Srínivászan volt, aki korábban a Nemzetközi Krikett-tanácsnak is az elnöke volt). A csapat „arca” a kezdetektől fogva a világhírű Mahendra Szinh Dhoni volt, aki a legelső játékosárverés után az egész bajnokság legjobban fizetett krikettezője lett, és aki kapitányként a következő években (Stephen Fleming edző közreműködésével) az IPL egyik legsikeresebb klubjává tette a CSK-t.
A 2008-as döntőt még az utolsó dobásban elvesztették, és 2009-ben az elődöntőben kiestek, de utána kétszer egymás után bajnokok lettek, majd a következő négy évben ismét közel kerültek hozzá, de sosem jártak sikerrel. Ezek után viszont egy bundabotrány miatt két évre kizárták a csapatot az IPL-ből, így csak 2018-ban térhettek vissza: ekkor viszont rögtön meg is nyerték a bajnokságot. Ekkor egyébként játékosaik nagy része már rutinos, 30 év feletti krikettező volt. (Emiatt egyébként sokan „Apa seregének” csúfolták őket.) 2019-ben legnagyobb riválisuk, a Mumbai Indians ellen vesztették el a döntőt, méghozzá mindössze egyetlen futással, ám a következő szezonban, amelyet a Covid19-pandémia miatt az Egyesült Arab Emírségekben játszottak, történetük során először fordult elő velük, hogy nem jutottak be a rájátszásba: mindössze a 7. helyen végeztek. 2021-ben viszont ismét a döntőig jutottak, ahol meg is szerezték negyedik aranyukat, majd 2023-ban újra bajnokok lettek.

## Eredményei az IPL-ben
| Év   | Alapszakasz-helyezés | Eredmény a rájátszásban |
| ---- | -------------------- | ----------------------- |
| 2008 | 3. hely              | 2. hely                 |
| 2009 | 2. hely              | Elődöntős               |
| 2010 | 3. hely              | Bajnok                  |
| 2011 | 2. hely              | Bajnok                  |
| 2012 | 4. hely              | 2. hely                 |
| 2013 | 1. hely              | 2. hely                 |
| 2014 | 3. hely              | 3. hely                 |
| 2015 | 1. hely              | 2. hely                 |
| 2018 | 2. hely              | Bajnok                  |
| 2019 | 2. hely              | 2. hely                 |
| 2020 | 7. hely              |                         |
| 2021 | 2. hely              | Bajnok                  |
| 2022 | 9. hely              |                         |
| 2023 | 2. hely              | Bajnok                  |
| 2024 | 5. hely              |                         |
| 2025 | 10. hely             |                         |